# جان كير
جان كير (بالإنجليزية: Jean Kerr)‏ هي كاتِبة وكاتبة مسرحية أمريكية، ولدت في 10 يوليو 1922 في سكرانتون في الولايات المتحدة، وتوفيت في 5 يناير 2003 في وايت بلينس في الولايات المتحدة.

## وصلات خارجية
- جان كير على موقع IMDb (الإنجليزية)
- جان كير على موقع الموسوعة البريطانية (الإنجليزية)
- جان كير على موقع قاعدة بيانات برودواي على الإنترنت (الإنجليزية)
- جان كير على موقع إن إن دي بي (الإنجليزية)
- جان كير على موقع قاعدة بيانات الفيلم (الإنجليزية)